# Hippoporidra dictyota
Hippoporidra dictyota är en mossdjursart som beskrevs av Ryland 200. Hippoporidra dictyota ingår i släktet Hippoporidra och familjen Hippoporidridae. Inga underarter finns listade i Catalogue of Life.